# Avventura (film 1945)
Avventura (Adventure) è un film drammatico commedia statunitense del 1945 diretto da Victor Fleming.

## Trama
Henry e Mudgin sono due marinai che attraccati al porto entrano in una biblioteca. Il comportamento del primo provoca la reazione indignata di Emily, la bibliotecaria, che li allontana. Nel mentre sopraggiunge Helen, amica di Emily, che affascinata dai modi di Henry convince l'altra donna ad un'uscita serale con lui. Dopo quell'incontro ne seguiranno altri tra la bibliotecaria e Henry che li condurrà ad un precipitoso matrimonio. Il marinaio decide di tornare in mare e la moglie, delusa dal comportamento del marito, intende divorziare. Al rientro dal viaggio Henry scopre che Emily è incinta e per amore della famiglia rinuncia al suo lavoro.

### Recensioni
Su Rotten Tomatoes il film riceve un rating del 66% basato su 246 recensioni.